# Prima Lega 2024-2025 (Egitto)
La Prima Lega egiziana 2024-2025 è stata la 66ª edizione della massima competizione calcistica egiziana. La stagione è iniziata il 30 ottobre 2024 e si è conclusa il 31 maggio 2025.
La squadra campione in carica era l'Al-Ahly, al suo quarantaquattresimo titolo nazionale, e si è riconfermato vincendo la competizione per la quarantacinquesima volta.

## Stagione

### Novità
Dalla stagione precedente sono state retrocesse El Dakhleya, dopo due stagioni in Prima Lega, Al-Mokawloon, terminando la sua serie di 19 anni di massima serie, e Baladeyet El-Mahalla, neopromossa. Al loro posto dalla seconda divisione sono state promosse Petrojet, di ritorno dolo quattro anni di assenza, Ghazl El-Mehalla e Haras El-Hodood, entrambi dopo una sola stagione di serie cadetta.

### Formula
A causa dei problemi legati ai conflitti di calendari e alle gare rinviate, che dal 2020 costringevano la federazione a terminare il campionato in date diverse da quanto stabilito, il campionato ha adottato una nuova formula, con l'obiettivo di ridurre il numero di gare in programma. La federazione egiziana ha confermato il nuovo formato il 18 settembre 2024.
Le 18 squadre partecipanti giocano una prima fase in un girone unico con partite di sola andata, per un totale di 17 giornate. Al termine di esse, le prime nove classificate si qualificano per il gruppo scudetto, un girone all'italiana con gare di sola andata, per 8 ulteriori giornate. La prima classificata del gruppo scudetto è campione d'Egitto e ottiene la qualificazione per la CAF Champions League 2025-2026 insieme con la seconda, mentre la terza classificata si qualifica per la Coppa della Confederazione CAF 2025-2026. Le ultime nove classificate della stagione regolare si qualificano invece per il gruppo retrocessione, un girone all'italiana con gare di sola andata, per 8 ulteriori giornate, al termine delle quali le ultime due classificate sono retrocesse in Seconda Divisione.

## Squadre partecipanti
| Squadra                | Città                | Stagione precedente |
| ---------------------- | -------------------- | ------------------- |
| Al-Ittihad Alessandria | Alessandria d'Egitto | 11° in Prima Lega   |
| Al-Masry               | Porto Said           | 4° in Prima Lega    |
| Al-Ahly                | Il Cairo             | Campione d'Egitto   |
| Ceramica Cleopatra     | Il Cairo-Giza        | 8° in Prima Lega    |
| El Gaish               | Il Cairo-Eliopoli    | 10° in Prima Lega   |
| El-Gouna               | El Gouna             | 12° in Prima Lega   |
| ENPPI                  | Il Cairo             | 9° in Prima Lega    |
| Ghazl El-Mehalla       | El-Mahalla el-Kubra  | Seconda Divisione   |
| Haras El-Hodood        | Mahatet El Raml      | Seconda Divisione   |
| Ismaily                | Ismailia             | 14° in Prima Lega   |
| Future                 | Il Cairo             | 5° in Prima Lega    |
| National Bank of Egypt | Il Cairo             | 13° in Prima Lega   |
| Petrojet               | Suez                 | Seconda Divisione   |
| Pharco                 | Alessandria d'Egitto | 15° in Prima Lega   |
| Pyramids               | Nuovo Cairo          | 2° in Prima Lega    |
| Smouha                 | Alessandria d'Egitto | 6° in Prima Lega    |
| Zamalek                | Il Cairo             | 3° in Prima Lega    |
| ZED                    | Il Cairo-Giza        | 7° in Prima Lega    |

## Stagione regolare

### Classifica
|  | Pos. | Squadra                | Pt | G  | V  | N | P  | GF | GS | DR  |
|  | ---- | ---------------------- | -- | -- | -- | - | -- | -- | -- | --- |
|  | 1.   | Pyramids               | 42 | 17 | 13 | 3 | 1  | 32 | 10 | +22 |
|  | 2.   | Al-Ahly                | 39 | 17 | 11 | 6 | 0  | 30 | 9  | +21 |
|  | 3.   | Zamalek                | 32 | 17 | 9  | 5 | 3  | 30 | 16 | +14 |
|  | 4.   | Al-Masry               | 30 | 17 | 8  | 6 | 3  | 19 | 11 | +8  |
|  | 5.   | National Bank of Egypt | 29 | 17 | 8  | 5 | 4  | 22 | 18 | +4  |
|  | 6.   | Ceramica Cleopatra     | 24 | 17 | 6  | 6 | 5  | 23 | 21 | +2  |
|  | 7.   | Pharco                 | 23 | 17 | 6  | 5 | 6  | 17 | 19 | -2  |
|  | 8.   | Petrojet               | 22 | 17 | 5  | 7 | 5  | 17 | 18 | -1  |
|  | 9.   | Haras El-Hodood        | 22 | 17 | 6  | 4 | 7  | 17 | 19 | -2  |
|  | 10.  | ZED                    | 21 | 17 | 4  | 9 | 4  | 15 | 13 | +2  |
|  | 11.  | El Gaish               | 21 | 17 | 5  | 6 | 6  | 13 | 18 | -5  |
|  | 12.  | Smouha                 | 20 | 17 | 6  | 2 | 9  | 13 | 22 | -9  |
|  | 13.  | Al-Ittihad Alessandria | 18 | 17 | 4  | 6 | 7  | 11 | 16 | -5  |
|  | 14.  | El-Gouna               | 17 | 17 | 4  | 5 | 8  | 10 | 15 | -5  |
|  | 15.  | Ghazl El-Mehalla       | 17 | 17 | 5  | 2 | 10 | 16 | 24 | -8  |
|  | 16.  | Ismaily                | 14 | 17 | 3  | 5 | 9  | 11 | 21 | -10 |
|  | 17.  | ENPPI                  | 12 | 17 | 2  | 6 | 9  | 10 | 21 | -11 |
|  | 18.  | Future                 | 9  | 17 | 1  | 6 | 10 | 9  | 24 | -15 |

Legenda:
      Ammesse alla Poule scudetto
      Ammesse alla Poule retrocessione
Note:

Tre punti a vittoria, uno a pareggio, zero a sconfitta.
In caso di arrivo di due o più squadre a pari punti, la graduatoria verrà stilata secondo la classifica avulsa tra le squadre interessate che prevede, in ordine, i seguenti criteri:
- Punti generali
- Differenza reti generale
- Reti realizzate in generale
- Partite vinte in generale
- Partite vinte in trasferta
- Punti negli scontri diretti
- Differenza reti negli scontri diretti
- Differenza reti generale
- Sorteggio

## Gruppo scudetto
|                   | Pos. | Squadra                | Pt | G | V | N | P | GF | GS | DR  |
| ----------------- | ---- | ---------------------- | -- | - | - | - | - | -- | -- | --- |
| Egitto (bandiera) | 1.   | Al-Ahly                | 58 | 8 | 6 | 1 | 1 | 22 | 9  | +13 |
|                   | 2.   | Pyramids               | 56 | 8 | 4 | 2 | 2 | 15 | 10 | +5  |
|                   | 3.   | Zamalek                | 47 | 8 | 4 | 3 | 1 | 14 | 6  | +8  |
|                   | 4.   | Al-Masry               | 42 | 8 | 3 | 3 | 2 | 10 | 9  | +1  |
|                   | 5.   | National Bank of Egypt | 38 | 8 | 2 | 3 | 3 | 13 | 12 | +1  |
|                   | 6.   | Ceramica Cleopatra     | 37 | 8 | 4 | 1 | 3 | 15 | 12 | +3  |
|                   | 7.   | Pharco                 | 32 | 8 | 2 | 3 | 3 | 8  | 16 | -8  |
|                   | 8.   | Petrojet               | 27 | 8 | 1 | 2 | 5 | 7  | 17 | -10 |
|                   | 9.   | Haras El-Hodood        | 24 | 8 | 0 | 2 | 6 | 3  | 16 | -13 |

Legenda:
      Campione di Egitto e ammessa alla CAF Champions League 2025-2026.
      Ammessa alla CAF Champions League 2025-2026.
      Ammessa alla Coppa della Confederazione CAF 2025-2026.
Regolamento:
Tre punti a vittoria, uno a pareggio, zero a sconfitta.
In caso di arrivo di due o più squadre a pari punti, la graduatoria verrà stilata secondo la classifica avulsa tra le squadre interessate che prevede, in ordine, i seguenti criteri:
- Punti negli scontri diretti.
- Differenza reti negli scontri diretti.
- Differenza reti generale.
- Reti realizzate in generale.
- Sorteggio.

## Gruppo retrocessione
|  | Pos. | Squadra                | Pt | G | V | N | P | GF | GS | DR |
|  | ---- | ---------------------- | -- | - | - | - | - | -- | -- | -- |
|  | 10.  | ZED                    | 32 | 8 | 2 | 5 | 1 | 9  | 5  | +4 |
|  | 11.  | El-Gouna               | 30 | 8 | 4 | 1 | 3 | 10 | 7  | +3 |
|  | 12.  | El Gaish               | 29 | 8 | 1 | 5 | 2 | 5  | 6  | -1 |
|  | 13.  | ENPPI                  | 27 | 8 | 4 | 3 | 1 | 8  | 5  | +3 |
|  | 14.  | Future                 | 26 | 8 | 5 | 2 | 1 | 12 | 7  | +5 |
|  | 15.  | Al-Ittihad Alessandria | 26 | 8 | 1 | 5 | 2 | 3  | 5  | -2 |
|  | 16.  | Smouha                 | 25 | 8 | 0 | 5 | 3 | 2  | 6  | -4 |
|  | 17.  | Ismaily                | 23 | 8 | 2 | 3 | 3 | 7  | 7  | 0  |
|  | 18.  | Ghazl El-Mehalla       | 23 | 8 | 1 | 3 | 4 | 4  | 12 | -8 |

Legenda:
      Retrocessa in Seconda Divisione 2025-2026
Note:

Tre punti a vittoria, uno a pareggio, zero a sconfitta.